# Chaerephon atsinanana
Chaerephon atsinanana — вид кажанів родини молосових.

## Опис
Невеликого розміру, із загальною довжиною від 90 до 101 мм, довжина передпліччя між 37 і 42 мм, довжина хвоста від 27 до 39 мм, довжина стопи між 5 і 7 мм, довжина вух між 15 і 18 мм і вагою до 16,5 гр.
Шерсть коротка і пухнаста. Спинна частина чорно-бура, а черевна частина трохи світліша. Верхня губа має кілька різних складок і покрита короткими щетинками. Вуха маленькі, чорно-коричневі, їх передні краї створюють єдиний фронт мембраною у формі V. Лапи м'ясисті, з рядами щетинок уздовж зовнішніх країв пальців. Хвіст довгий, присадкуватий.
Випромінює ультразвук у вигляді імпульсів великої тривалості в частоті майже постійно з максимальною енергією в 28 кГц.

## Середовище проживання
Широко поширений в східному Мадагаскарі. Живе до 1100 метрів над рівнем моря.

## Стиль життя
Харчується комахами.